# Besao
Besao (Bayan ng Besao) är en kommun i Filippinerna. Kommunen tillhör Bergsprovinsen och ligger på ön Luzon. Folkmängden uppgår till 9 875 invånare.
Besao är indelat i 14 barangayer.